# Campylophyllus somalicus
Campylophyllus somalicus är en skalbaggsart som beskrevs av Decelle 1979. Campylophyllus somalicus ingår i släktet Campylophyllus och familjen Melolonthidae. Inga underarter finns listade.